# 720 a.C.

## Eventos
- Décima-quinta olimpíada:

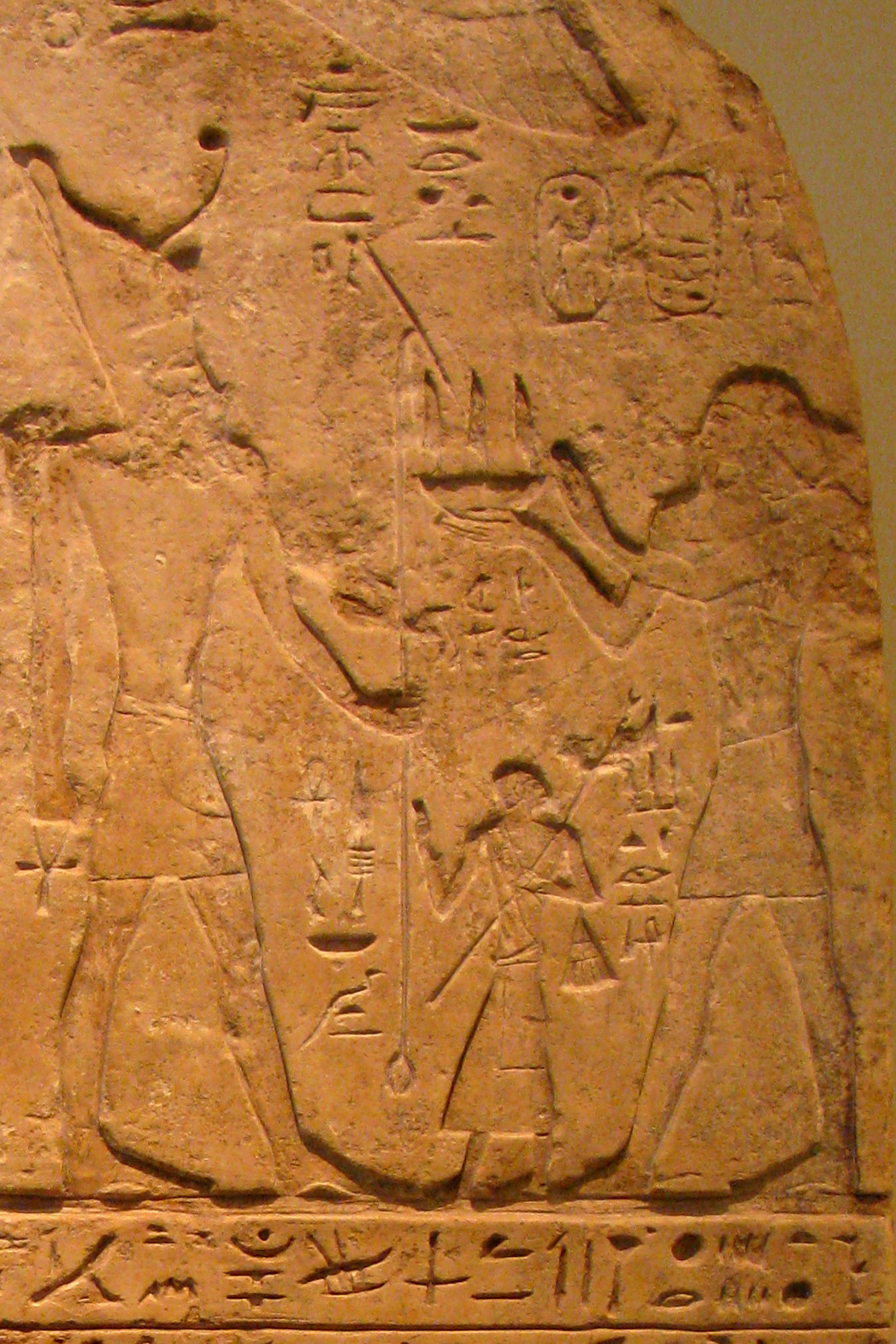
Estela do oitavo ano de reinado de Tefenacte

  - Ósripo de Mégara, vencedor do estádio.[1]
  - Incluída a corrida de longa distância, em que os corredores corriam nus. O vencedor foi Acanto da Lacônia.[1] Nesta corrida, a distância era de 7 a 24 estádios.[2]
- Ascensão do faraó Bócoris (r. 720–715 a.C.)[3]

## Mortes
- Tefenacte (r. 727–720 a.C.), primeiro faraó da XXIV dinastia[3]